# غيفورد بييل
غيفورد بييل (بالإنجليزية: Gifford Beal)‏ هو رسام أمريكي، ولد في 24 يناير 1879 في نيويورك في الولايات المتحدة، وتوفي بنفس المكان في 5 فبراير 1956.

## وصلات خارجية
- غيفورد بييل على موقع أوليمبيديا (الإنجليزية)